# Кит Ерлс
Кит Ерлс (енгл. Keith Earls; 2. октобар 1987) професионални је рагбиста и ирски репрезентативац, који тренутно игра за Манстер. Висок је 178 цм, тежак је 90 кг и игра на позицији центра. Студирао је на "St. Munchin's College". Играо је рагби за аматерске клубове Томонд РФК, Гериовен РФК и Јанг Манстер. За Манстер је дебитовао априла 2007. против Оспрејса. Са Манстером за који је до сада одиграо 112 утакмица и постигао 175 поена, освајао је два пута келтску лигу и једном куп европских шампиона. За репрезентацију Ирске дебитовао је новембра 2008. против Канаде и постигао је есеј при првом контакту са лоптом. Дао је 5 есеја за Ирску на светском првенству 2011. и 3 есеја на светском првенству 2015. Освајао је титулу првака Европе са Ирском. За Ирску је до сада одиграо 46 тест мечева и постигао 80 поена. Ишао је са лавовима на турнеју 2009. у Јужној Африци. Његов отац је такође играо рагби за Манстер. Ерлс је ожењен и има једну ћерку.